# Benur Pashayan
Benur Pashayan (en arménien : Բենուր Փաշայան), né le 15 avril 1959 et mort le 13 décembre 2019 à Erevan (Arménie), est un lutteur gréco-romain arménien soviétique. 
Il est double champion du monde, européen et soviétique. Il remporte également une médaille d'or aux Jeux de l'Amitié (1984) lors du boycott olympique. 

## Biographie

### Naissance
Benur Pashayan naît le 15 avril 1959 dans le village d'Azavret dans la région d'Akhalkalaki de la RSS de Géorgie.

### Carrière
Il débute la lutte gréco-romaine à Erevan sous la direction d'Albert Mnatsakanyan et de Harutyun Khachatryan. En 1977 et 1979, il devient champion du monde junior. 
Benur Pashayan remporte l'Universiade d'été de 1981. Il est sacré champion d'Europe à deux reprises, en 1981 et 1982, et champion du monde, en 1982 et 1983. En 1983, il est reconnu par la FILA comme le meilleur lutteur gréco-romain. 
Après avoir été classé premier dans sa catégorie de poids au cours des deux dernières années, il est le favori de la médaille d'or de la catégorie poids mouches gréco-romaine (moins de 52 kg) aux Jeux olympiques d'été de 1984. Cependant, en raison du boycott des Jeux olympiques d'été de 1984, il s'est vu refuser la participation. Au lieu de cela, lui et les autres athlètes soviétiques et affiliés à l'Union soviétique participent aux Jeux de l'Amitié, dans lesquelles il remporte une médaille d'or. 
Il participe ensuite au Grand Prix d'Allemagne en 1984 et 1985, après avoir remporté la compétition en 1982. Pashayan se classe premier à chaque fois au concours. Il prend sa retraite en 1985, invaincu en compétition internationale. 
De 1986 à 1989, il est entraîneur en Arménie soviétique et, en 1989, il  obtient son diplôme de l'Institut national arménien de culture physique. Pashayan devient ensuite Président du Comité national olympique arménien de 1999 à 2000.

### Fin de vie et mort
Selon Samvel Gevorgyan, entraîneur de l'équipe nationale de lutte gréco-romaine arménienne, Benur Pashayan souffrait de problèmes de santé depuis des  années. Il meurt le 13 décembre 2019 à Erevan (Arménie).